# I Saw Her Standing There
«I Saw Her Standing There» (англ. Я бачив, як вона стояла там) — пісня, яка розпочинає дебютний альбом групи The Beatles «Please Please Me» (виданий у Великій Британії 22 березня 1963). Пісню написано Джоном Ленноном та Полом Маккартні. У 2004 році пісня зайняла 139-ту позицію в списку 500 найкращих пісень усіх часів за версією журналу Rolling Stone. Після оновлень списку в 2010 і 2011 роках пісня перемістилась на 140-е місце.

## Створення пісні
Пісня є результатом спільної роботи Леннона і Маккартні, хоча ґрунтується на ідеї Маккартні. Офіційне авторство пісні представлене як «McCartney/Lennon» (як і для всіх оригінальних пісень цього альбому), хоча потім автори підписували свої спільні пісні в іншому порядку: Lennon/McCartney.
Маккартні задумав цю пісню (під назвою «Seventeen»), коли повертався додому з концерту The Beatles; пізніше (у вересні 1962 року) пісня була дописана в його домі на Фортлін-Роуд в Ліверпулі разом з Ленноном. Зі слів самого Маккартні, при написанні цієї пісні він запозичив басовий риф із пісні «Talkin' About You» Чака Беррі. Спільна робота Леннона й Маккартні над піснею заклала принципи всієї їхньої подальшої співпраці; як пізніше коментував сам Маккартні: «У мене було „She was just seventeen“, а потім „Beauty queen“. Коли я показав це Джону, він розсміявся, після чого сказав: „Ти жартуєш з приводу цього рядка, правда?“» "Це був один з перших випадків, коли він сказав: «Що? Це треба змінити…»"

## Запис пісні
Пісня була записана в студії «Abbey Road Studios» 11 лютого протягом марафонскої сесії, за яку група записала десять пісень з чотирнадцяти, увійшовших до альбому (ті чотири пісні, що залишилися, були до того часу вже записані та видані на синглах групи). На мікс-сесії, яка відбулася 25 лютого, учасники групи не були присутні (в той час це не практикувалося).
У цілому група записала 9 дублів пісні, хоча лиш три з них були повними. Самий перший дубль виглядав найвдалішим; до нього група окремо дозаписала хлопки. Пісня починається з характерного відліку «One, two, three, four!» (рос. Раз, два, три, чотири!) у виконанні Маккартні. Звичайно такий відлік при завершальному зведенні видалявся, але продюсер Джордж Мартін вирішив його залишити, бо хотів добитися, щоб альбом звучав як живий виступ. В підсумку відлік був скопійований з дев'ятого дубля (на якому він був визнаний «особливо енергійним») і зіставлений з музикою самого першого дубля.
В записі брали участь:
- Пол Маккартні — вокал, бас-гітара, хлопки
- Джон Леннон — підголоски, ритм-гітара, хлопки
- Джордж Гаррісон — соло-гітара, хлопки
- Рінго Старр — ударні, хлопки

## Прийняття критикою та популярність
Пісня була добре сприйнята слухачами та критикою. Музичні критики Рой Карр і Тоні Тайлер у своїй книзі «The Beatles: An Illustrated Record» стверджували, що ця пісня є третьою по рахунку в британській рок-класиці того часу (після пісень «Move It» Кліффа Річарда і «Shakin' All Over» Джонні Кідда).
Версія пісні, яка вийшла на стороні «Б» американської версії сингла «I Want To Hold Your Hand» у грудні 1963 року, ввійшла в американський чарт «Billboard Hot 100» восьмого лютого 1964 та протрималась там 11 тижнів, досягнувши 14-ї позиції.
Відомий музичний журнал «Rolling Stone» в 2004 році присвоїв цій пісні 139-у позицію в своєму списку 500 найкращих пісень усіх часів за версією журналу Rolling Stone.

## Видання пісні
Пісня була видана на наступних платівках:
- Британська версія альбому «Please Please Me» (22 березня 1963)
- Британський міні-альбом «The Beatles (No. 1)» (1 листопада 1963)
- Американська версія сингла «I Want to Hold Your Hand» (26 грудня 1963)
- Американський альбом групи «Introducing... The Beatles» (10 січня 1964)
- Американський альбом групи «Meet the Beatles!» (20 січня 1964)

## Кавер-версії
На пісню було створено багато кавер-версій. Із найвідоміших можна згадати наступні:
- В 1974 році Джон Леннон та Елтон Джон виконали цю пісню наживо: запис цього виконання виданий на стороні «Б» синглу Елтона Джона «Philadelphia Freedom[en]». Вона також увійшла в бокс-сети «To Be Continued» (Е. Джон) і «Lennon» (Дж. Леннон). Цей запис став останнім значним записом живого виконання Джона Леннона.
- Маккартні включив цю пісню в свої «живі» альбоми «Tripping the Live Fantastic» (1990), «Back in the US» (2002) та «Back in the World» (2003). В 1987 році він записав нову версію пісні для альбому «Back in the U.S.S.R.», але в підсумку ця композиція в альбом не увійшла.
- Група «The Supremes» записала переспів цієї пісні під назвою «I Saw Him Standing There». Пісня планувалася для включення в альбом «A Bit of Liverpool» (1964), але в підсумку до нього не увійшла (її опубліковано аж у 2008).
- Група «The Who» записала свою версію для документального фільму про себе «The Kids Are Alright», однак в підсумку ця пісня до фільму не увійшля (стала доступною лише на бутлегах). Група, однак, виконала цю пісню вживу в період концертного туру «Farewell Tour» (1982).
- Американська виконавиця Тіфані записала кавер-версію пісні (під назвою «I Saw Him Standing There») для свого дебютного альбому.
- Американська група «The Tubes» записала кавер-версію пісні для свого «живого» альбому «What Do You Want from Live».
- Німецька група «The Punkles[en]», яка виконує панк-версії пісень The Beatles, записала кавер-версію пісні для свого першого альбому «Beat The Punkles».* Пісня звучала на церемонії вручення премії «Греммі» в 2004 році у виконанні Стінга, Дейва Метьюза, Венса Гілла та Фаррелла Вільямса.
- Група Pink Fairies виконала цю пісню для свого альбому «What a Bunch of Sweeties» (1972).
- Група «Led Zeppelin» виконала цю пісню 4 вересня 1970 року в складі попурі зі своїми піснями «Communication Breakdown», «Good Times Bad Times» та «For What It's Worth» (даний запис увійшов до бутлегу «Live on Blueberry Hill[en]»).

### Іншими мовами
- Російською мовою пісня під назвою «С тех пор, как ее я заметил» вийшла на альбомі «Битлз — навсегда» («Мелодия», 1995). Перекладачем тексту є В. Птицин; пісня виконана Валерієм Панковим і групою під керівництвом Вадима Буликова[4].
- Існує адаптація пісні мовою есперанто (пер. П. Можаєва); пісня виконувалася на Всесвітньому молодіжному конгресі есперанто в 2008 році в Сомбатгеї (Угорщина)[5].

## В популярній культурі
- В художньому фільмі «Людина дощу» герой Реймонд (у виконанні Дастіна Гоффмана) співає цю пісню своєму молодшому брату Чарлі (якого грає Том Круз).
- В ситкомі телерадіомережі «CBS» під назвою «Petticoat Junction» ця пісня виконується вигаданою жіночою групою «The Ladybugs»[6]. Ця серія вийшла в ефір 24 березня 1964 року. Напередодні виходу серії актори серіалу (в образі цієї групи) виконували цю пісню на Шоу Еда Саллівана.